# Burning Man
Burning Man (Omul arzând) este un eveniment de opt zile ce se desfășoară anual (începând cu 1986) la Black Rock City, un oraș construit temporar în statul Nevada.
Evenimentul începe în ultima zi de luni a lui august și se încheie în prima zi de luni a lui septembrie, care coincide cu sărbătoarea Labor Day.
Numele festivalului provine de la obiceiul de a se incendia o marionetă uriașă, care este aprinsă sâmbătă seara, în ajunul încheierii acestuia.
Este organizat de compania Black Rock City, LLC.
Numărul participanților a crescut de la o ediția la alta, ajungând în 2013 la aproape 70 de mii.